# Marco Mezquida
Marco Mezquida   (Maó, 11 de març de 1987) és un pianista menorquí, especialitzat en improvisació. Fa una combinació de músiques diverses de manera natural gràcies al seu bagatge en la música clàssica i contemporània, la música popular, el jazz, el free, el pop i el flamenc. Té fins a la data actual (2023) més de cinquanta discos a trenta països.

## Biografia
De Maó, fill de dos professors d'escola. Als set anys va començar a estudiar piano a l'escola Municipal de Maó, on fins als divuit es va formar en piano clàssic amb Isabel Fèlix, piano modern amb Suso González i orgue d'església amb Tomé Olives. Anys més tard, l'any 2009, es va llicenciar de piano jazz per l'Escola Superior de Música de Catalunya (ESMUC), on va estudiar amb mestres com Agustí Fernández, Lluis Vidal, Albert Bover, Juan de la Rubia i Luca Chiantore.
Des de llavors, ha tocat als principals Festivals Internacionals de Jazz arreu del món (Vitòria, Vienne, Vilnius, Londres, Cannes, Brussel·les, Düsseldorf, Barcelona, Reus, Menorca, Terrassa, Madrid, Grenoble, Kanazawa (Japó), Jazz au Chellah (Marroc), Orleans, Vic, Granollers, Xàbia, Jarasum (Korea del Sud), San Javier a Múrcia…), ha actuat en clubs emblemàtics com l'A Trane de Berlín, Unterfarht de Múnic, Bimhuis d'Amsterdam, Porgy and Bess de Viena, JKF de Sant Petersburg, el Blue Train d'Osaka i és un habitual del Jamboree de Barcelona.
Els seus projectes principals són Marco Mezquida Ravel's Dreams (amb Aleix Tobias i Martín Meléndez), Chicuelo & Marco Mezquida, Marco Mezquida & Sílvia Pérez Cruz, Marco Mezquida Beethoven Collage (amb David Xirgu, Masa Kamaguchi i Pablo Selnik), MAP (amb Ramon Prats i Ernesto Aurignac), a més dels recitals a piano sol.
Actualment combina la seva carrera amb la docència. És professor de l'Escola Superior d'Estudis Musicals (ESEM) del Taller de Músics de Barcelona i de l'Escola Juan Pedro Carrero. A més, ha realitzat tallers, cursos i masterclasses a Menorca i la Universitat de Bogotà.

## Premis i reconeixements
El 2011 i el 2012 fou premiat Músic de l'Any per l'Associació de Músics de Jazz de Catalunya.
2015. Premio Altaveu. Festival Altaveu.
2018. Personaje Rellevant de la Vida Menorquina.
L'any 2020 va ser guardonat als Premis Ciutat de Barcelona.
2020. Premi Enderrock al Millor Disc Jazz 2020. Amb el disc Sílvia Pérez Cruz & Marco Mezquida Live in Tokyo.
L'any 2021 va obtenir el Premi Alícia, que atorga l'Acadèmia Catalana de la Música, a la millor producció discogràfica per al disc Talismán.
2022. BMW Jazz Award.